# Trio Artemis
Das Trio Artemis ist ein Schweizer Klaviertrio, das 1995 von Katja Hess (Violine), Bettina Macher (Violoncello) und Myriam Ruesch (Klavier) gegründet wurde. Seit 2004 gehört auch die Pianistin Felicitas Strack zum Ensemble und teilt sich die Auftritte mit Myriam Ruesch.
Das Repertoire des Trios umfasst Werke der klassischen Kammermusikliteratur, darunter Kompositionen von Joseph Haydn, Wolfgang Amadeus Mozart, Johannes Brahms, Robert Schumann und Antonín Dvořák. Darüber hinaus interpretiert das Trio auch Volksmelodien, Musical- und Filmmusik. Neben klassischer Musik widmet sich das Ensemble Crossover-Projekten wie „Classic goes Jazz“ oder „A Tribute to Astor Piazzolla“.
Das Trio Artemis trat in zahlreichen Ländern Europas auf, darunter Frankreich, Deutschland, Österreich, Griechenland, Schweden und Spanien. In der Schweiz spielte das Ensemble an zahlreichen Veranstaltungsorten, unter anderem im KKL Luzern mit Beethovens Tripelkonzert. Das Trio absolvierte mehrere Tourneen in Asien und wurde für weitere Konzertreisen nach Argentinien und in die USA eingeladen.
Eine besondere Anerkennung erhielt das Trio für seine Interpretation von Astor Piazzollas Vier Jahreszeiten in der Sendung „Diskothek im Zwei“ auf Radio SRF 2. Neben klassischen Konzerten entwickelt das Ensemble thematische Programme, etwa „Hommage an Clara Schumann“ oder „Katherine Mansfield und ihre Zeit“, die Musik und Literatur verbinden. Zudem gestaltet das Trio Kinderprogramme wie Der verliebte Mistkäfer oder Die Schildkröte Trampeltreu.
Das Trio Artemis hat bislang sieben Tonträger beim Schweizer Klassiklabel Gallo veröffentlicht, die regelmäßig in verschiedenen Radiostationen im In- und Ausland gesendet werden.

## Diskographie
- Tokio
- Tangos, Salonmusik, Miniaturen, Arrangements
- Voyage Nostalgique
- Astor Piazzolla, René Gerber, Frank Martin
- Libertà
- Klassik-CD-Debut
- simetrA – Artemis
- Jubiläums – Album, erscheint im April 2025